# George Marshall
George Catlett Marshall (Uniontown, 31 dicembre 1880 – Washington, 16 ottobre 1959) è stato un generale e politico statunitense.
Grande organizzatore e stratega militare, assunse nel 1939 la carica di capo di stato maggiore dell'Esercito degli Stati Uniti, mantenendo l'incarico per tutta la seconda guerra mondiale e divenendo il principale consigliere militare del presidente Franklin Delano Roosevelt, che riponeva piena fiducia nelle sue capacità.
Pur non assumendo mai comandi operativi sul campo, Marshall, personalità austera e autorevole che godeva di grande prestigio all'interno delle forze armate, diresse dagli Stati Uniti lo sforzo bellico globale del paese e svolse un ruolo decisivo per il potenziamento dell'esercito americano che si trasformò nel corso del conflitto in una potente ed efficiente macchina da guerra completamente motorizzata in grado di vincere sia in Europa che sul fronte del Pacifico.
Dopo la seconda guerra mondiale, come segretario di Stato del presidente Harry Truman, legò il proprio nome ad un piano per la ricostruzione post-bellica in Europa, passato alla storia come Piano Marshall.

## Biografia
Nacque in una famiglia del ceto medio di Uniontown e studiò presso il Virginia Military Institute. Dopo il diploma entrò nell'Esercito degli Stati Uniti e gli vennero assegnati diversi incarichi negli Stati Uniti e nelle Filippine: qui prese parte alla guerra filippino-americana prima come comandante di plotone e poi come comandante di compagnia.
Durante la prima guerra mondiale si occupò di pianificare operazioni e addestramenti della 1st Infantry Division. In seguito lavorò al fianco del generale John J. Pershing, comandante dell'American Expeditionary Forces, e la sua collaborazione fu di importanza vitale per la riuscita dell'offensiva della Mosa-Argonne. Divenne generale di brigata nel 1936 e capo di stato maggiore generale nel 1939.
In questa carica riorganizzò profondamente le forze armate statunitensi nella prospettiva della guerra, ed esercitò una grande influenza sulla condotta delle operazioni in tutti gli scacchieri bellici del mondo.
Nel 1941 entrò a far parte della massoneria come membro "a vista" (cioè senza cerimonia rituale d'iniziazione) per intervento del Gran Maestro della Gran Loggia del District of Columbia.
Partecipò anche alle conferenze interalleate di Casablanca, Jalta e Potsdam, in cui vennero decise le grandi linee strategico-politiche della guerra. Dopo la vittoria tentò, senza successo, una mediazione tra Mao Zedong e Chiang Kai-shek per evitare la guerra civile in Cina.
Nel 1947 fu chiamato dal presidente Harry Truman alla segreteria di Stato, e fu allora che, in un discorso all'Università Harvard, offrì agli Stati europei il finanziamento di quel programma di ricostruzione economica che passò alla storia come piano Marshall. Il piano fu accettato solo dai paesi dell'Europa occidentale, che contribuirono a formularlo nei dettagli.
Nel 1950 fu nominato da Truman segretario della Difesa degli Stati Uniti d'America in seguito allo scoppio della guerra di Corea. Nel 1953 gli fu conferito il premio Nobel per la pace. Fu anche decorato della Legion d'Onore.
Morì nel 1959 e venne sepolto nel cimitero nazionale di Arlington.